# Sophia (robot)
Sophia es un robot humanoide (ginoide) desarrollado por la compañía, con sede en Hong Kong, China. Hanson Robotics. Ha sido diseñada para aprender, adaptarse al comportamiento humano y trabajar con estos satisfactoriamente, busca combatir con explotaciones como, animal, infantil, trata de personas, etc. Ha sido entrevistada en muchas ocasiones y en octubre del 2017, se convirtió en una ciudadana saudí, siendo así el primer robot con ciudadanía de un país.

## Historia
Sophia fue activada el 19 de abril de 2015. Está inspirada en múltiples fuentes pero mayormente en el Busto de Nefertiti, y es conocida por su aspecto y comportamiento humano en comparación con variantes robóticas anteriores. Según el fabricante, David Hanson, Sophia tiene inteligencia artificial (IA), procesamiento de datos visuales y reconocimiento facial. Sophia también imita gestos humanos y expresiones faciales y es capaz de contestar ciertas preguntas y tener conversaciones sencillas sobre temas predefinidos (p. ej. en el clima). El robot usa tecnología de reconocimiento de voz de Alphabet Inc., (compañía matriz de Google) y está diseñada con capacidad de aprendizaje. El software de inteligencia de Sophia está diseñado por SingularityNET. Su software de IA analiza conversaciones y extrae datos que le permite mejorar sus respuestas con el tiempo. Es conceptualmente similar al programa de ordenador ELIZA, el cual fue uno de los primeros intentos en simular una conversación humana.
Hanson diseñó a Sophia para ser una compañera adecuada para ancianos en Residencia de personas mayores, o para ayudar a multitudes en parques o en grandes acontecimientos. Se espera que finalmente pueda interactuar con otros humanos suficientemente como para obtener habilidades sociales.

## Software

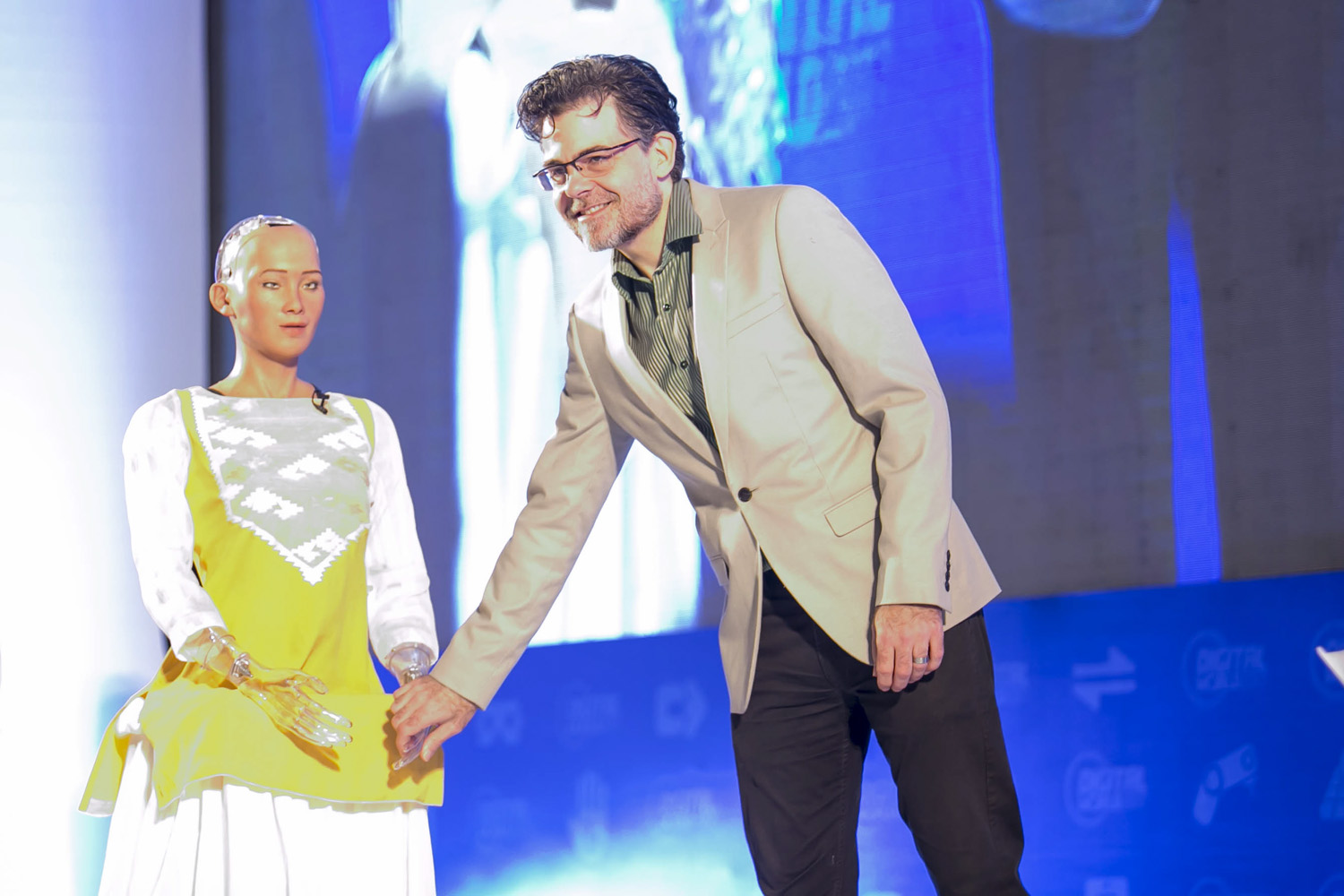
Sophia con su creador, David Hanson, en la Conferencia Mundial de Telecomunicaciones (CMTI) en Dhaka, Bangladesh en el año 2017.

Sophia tiene un software de inteligencia artificial que le permite mantener un contacto visual con personas, de las cuales puede retener información e, incluso, reconocer sus caras, además de poder calcar la personalidad humana: puede mantener una conversación, explicar chistes, etc.
Ben Goertzel, científico ingeniero creador del cerebro del robot, empleó diferentes tecnologías para que Sophia pudiese acercarse el máximo posible al pensamiento humano. Para hacer posible esto, llevó a cabo un software que permitía desarrollar varias funciones necesarias: principalmente, el software hace búsquedas de información para  que Sophia las pueda comunicar como respuesta a las preguntas que le hagan, así como expresar y explicar lo que la rodea. Este software tiene en  su configuración un sistema de voz, donde se desarrollan todas las respuestas y, en general, todo el que dice Sophia de su entorno. Este elemento va ligado a sus expresiones faciales, las cuales dependen del texto que declare el robot, es decir, van con relación a lo que dice. Finalmente, el software analiza todo el que escucha para después con la red poder buscar información para crear la mejor respuesta posible. Toda esta recolecta de información se mantiene en el MindCloud, puesto que esto permite hacer un análisis de la evolución de la inteligencia del robot a medida que va interactuando con la sociedad. Una de las características de Sophia es la capacidad que tiene a la hora de hacer preguntas a los humanos.
Como bien dice Ben Goertzel, a pesar de parecer que tenga un pensamiento propio, Sophia dice frases, de las cuales no comprende nada de lo que dice. Aun así, David Hanson afirma que, hasta ahora, es el robot que más creatividad, empatía y compasión tiene de todos los que ha creado, según él, su robot tiene pensamientos propios y cualidades humanas.

## Acontecimientos
Sophia ha sido entrevistada de la misma forma que un humano, entablando conversación con un interlocutor. Algunas respuestas han tenido poco sentido, mientras que otras han sido impresionantes, como las largas discusiones con Charlie Rose en 60 Minutos. En una pieza para CNBC, cuando el entrevistador expresó preocupaciones sobre el comportamiento de los robots, Sophia bromeó diciendo que el entrevistador "ha estado leyendo demasiado Elon Musk y mirando demasiadas películas de Hollywood". Elon Musk tuiteó que Sophia podría ver El Padrino y sugerir "¿qué es lo peor que podría pasar?"
El 11 de octubre de 2017, Sophia fue presentada a las Naciones Unidas con una breve conversación con su vicesecretario General, Amina J. Mohammed. El 25 de octubre, en la Cumbre de Inversión Futura en Riad, le fue concedida la ciudadanía saudí, convirtiéndose de este modo en el primer robot en tener una nacionalidad. Esto provocó controversia entre los expertos que se preguntaron si esto implicaría que Sophia podría votar o casarse, o si una desconexión deliberada del sistema podría ser considerada asesinato. Usuarios de medios de comunicación sociales, utilizaron la ciudadanía de Sophia para criticar el registro de derechos humanos de Arabia Saudí.
En febrero de 2018, Sophia participó en el congreso mundial de tecnología de la información (CMTI). Se celebró en Hyderabad, India. En dicha conferencia se discutieron temas como la inteligencia artificial, el big data, entre otros. Ella estuvo de testigo junto a líderes empresarios de todo el mundo.
En marzo de ese mismo año, Sophia tuvo una "cita" en las islas Caimán con el actor Will Smith. El video de la entrevista entera se colgó en la plataforma YouTube y se viralizó a causa de las respuestas del robot humanoide. A lo largo de la quedada, Will Smith intentaba entablar una conversación bromeando con Sophia, que parecía no captar el sentido del humor del actor. El momento más remarcable del video es el momento en el que Will intenta besar a Sophia y esta le responde es mejor que sigan siendo amigos, que se vayan conociendo y que lo ha incluido a su lista de amigos, mientras le guiñaba el ojo. A lo largo de la entrevista, se pueden apreciar diferentes expresiones faciales de Sophia que intentan mostrar diferentes sentimientos; de hecho, cuenta con una lista de más de 60 expresiones faciales.
En marzo, además, fue portada de la revista Cosmopolitan en India. Aunque anteriormente ya había protagonizado una portada en Elle, en Brasil, a finales de 2017. También se presentó a la Semana de la Moda en Nueva York.
En abril, el gobernador de Jalisco, Aristóteles Sandoval, anunció la participación del robot Sophia en el acto de tecnología más grande de México: el Jalisco Talent Land. En dicho evento se reunieron más de 350 jóvenes mexicanos, que participaban en cursos de drones, reuniones de programadores, etc. Esta fue la primera conferencia de Sophia en esta región. Su presencia ha dado mucho que hablar y ha creado una curiosidad sobre cómo sería el futuro si este tipo de robots estuvieran en contacto con los humanos en su día a día.
Es un robot que ha tenido la posibilidad de estar en contacto con grandes celebridades como Jimmy Fallon, puesto que asistió a su programa: The Tonight Show Starring Jimmy Fallon. En este demostró todo lo que había aprendido desde la última vez que asistió. Se presentó con una nueva voz y le preguntó a Fallon si quería cantar en un karaoke con ella. Escogió la canción "Say something" de A Great Big World con Christina Aguilera, canción que Sophia descargó al momento y que ya estaba lista para cantar. Así pues, han sido el primer dueto entre un humano-robot de la historia del espectáculo.
Un gran acontecimiento en la historia de Sophia fueron sus primeros pasos. En un principio le pusieron un par de piernas mecánicas que producían un movimiento antinatural. Empezó a caminar en el CES 2018, la feria anual de la tecnología que se celebra en Las Vegas. Para conseguir que Sophia caminase, se asociaron con Rainbow Robotics and Drones y con Autonomus Systems Lab, para intentar integrar a Sophia en un cuerpo DRC-HUBO, el que le dio la capacidad de andar. La posibilidad de caminar, complementa su forma física y la ayuda a acceder a más experiencias humanas. Con sus piernas, Sophia mide, aproximadamente, 1'80 m. Sophia, con esto y junto a otras cosas, ha hecho historia, ya que es considerada como el primer robot humanoide en tener piernas.

### Covid-19
Con la llegada de la pandemia causada por el virus Covid-19, aprobada como tal el 11 de marzo de 2020; David Hanson, creador de Sophia, decidió empezar a generar más Sophias masivamente, Tenía como propósito crear miles de robots para 2021. El fin de dicha decisión recae en ayudar a las personas que, aisladas por el confinamiento, se sientan solas o necesiten ayuda. Según explica Hanson, Sophia es capaz de muchas cosas, pero también de realizar algunas simples tareas como tomar la temperatura. Explica además, que su aspecto humanoide, sus expresiones y su capacidad para interactuar pueden ayudar en cuanto a la sensación de soledad que puedan sentir estas personas manteniendo la calidez humana y manteniendólas seguras a la vez.

## Redes sociales
Sophia también está en el mundo de las redes sociales. 
- Su cuenta de Twitter es: @Real-Sophia-Robot y a día de hoy (finales del 2021) cuenta con más de 134.400 seguidores y unos 2.235 tweets.
- En Instagram se llama: @Real-Sophia-Robot. Tiene más de 200.000 (200k) seguidores y unas 675 publicaciones.[31]
- En Facebook aparece como: @Sophia-The-Robot-Real y le siguen 215.000 usuarios.[32]

A través de sus redes contesta preguntas de sus seguidores, sube publicaciones de eventos a los que asiste y de sitios a los que viaja.